# ヒュー・トレンチャード (初代トレンチャード子爵)
初代トレンチャード子爵ヒュー・モンタギュー・トレンチャード（英語: Marshal of the Royal Air Force Hugh Montague Trenchard, 1st Viscount Trenchard, Bt, GCB, OM, GCVO, DSO 1873年2月3日 - 1956年2月10日）は、イギリスの陸軍軍人、空軍軍人。最終階級は空軍元帥。「イギリス空軍の父」と称される。

## 生涯
1873年2月3日、イギリスのトーントンで軍人の父ヘンリー・モンタギュー・トレンチャードと母ジョージナ・ルイザ・キャサリン・タワーの次男として生まれる。父はヨークシャー軽歩兵連隊所属の陸軍大尉、母方の祖父はジョン・マクドウォール・スケイン（John McDowall Skane）海軍大佐である。

### 陸軍時代
ウリッチ王立陸軍士官学校の試験に2度不合格となり、民兵で審査を受けることになるが、1891年、1892年ともに不合格となった。その間に見習い士官としてフォーファーとキンカーディンで砲兵の訓練を受けた。1893年3月トレンチャードはそれに合格することができた。同年ロイヤル・スコッツ・フュージリアーズ連隊第二大隊の少尉としてインドに配属となる。インドでは飲むことも話すこともしない動物のようだったため"the camel（ラクダ）"の愛称で呼ばれた。
1899年10月第二次ボーア戦争の勃発により、トレンチャードはケープの遠征隊への参加を数度希望したが、上司の大佐によって拒否された。しかし、1900年軍事長官エドモンド・エルスがインド総督ジョージ・カーゾンにトレンチャードの海外派遣を許可するように要求し、数週間後にトレンチャードは南アフリカ行きの命令を受けた。南アフリカでロイヤルスコットランド連隊に復帰し、1900年7月第二大隊下の騎兵中隊の訓練を命じられた。トレンチャードの中隊は9月ごろから戦闘に参加する。10月9日ボーア人追撃の際にトレンチャードはボーア人の銃弾を受けて負傷する。クルーガーズドープの病院に運ばれ、左肺に穴が空いた悲惨な状態だったが、手術から3日後に目を覚ました。その後、より設備の整ったヨハネスブルクに移動したが、足が麻痺していた。療養のためマライスバーグに移動したが、トレンチャードは下半身麻痺に苦しんだ。肺を通過した弾丸が背骨を損傷したためと医者は診断した。
1900年12月トレンチャードは、サウサンプトンから病院船でイングランドに帰国した。1901年5月軍船に乗りイギリスを発つ。
1901年7月末プレトリアに到着。再び南アフリカへ戻った。サドルで長期間、巡回任務を行う第12マウント歩兵部隊の中隊に割り当てられた。トレンチャードはまだ傷が痛み、出血することもあった。1902年8月少佐に昇進。ボーア戦争後、トレンチャードは西アフリカフロンティアフォース(WAFF)に志願し、全連隊の遠征を率いることができる南部ナイジェリア連隊副司令官に任命された。1903年12月ナイジェリアに到着。
1910年初トレンチャードは重病になり、数か月後に肝膿瘍で帰国した。
1912年トレンチャードは飛行訓練を受けた。1914年第一次世界大戦の開始で警戒飛行部隊（the emergent Royal Flying Corps）の指揮官に任命される。その頃はまだ陸軍の兵科の一つだった。

### 空軍時代
1918年新設されたイギリス空軍（RAF）の参謀長に任命される。同年ナイト爵に叙される。1919年には大戦時の功績から1万ポンドを下賜されるとともに準男爵位を授けられた。また、トレンチャードは空軍士官候補生、将校のために訓練大学を設立している。
トレンチャードは独立した爆撃機集団の必要を各界に説いた。次の戦争に生き残るためにイギリスに必要なのは「敵の銃後を破壊するための強力な爆撃機集団。敵住民の戦意と戦争継続の意思を低下させるための爆撃機による攻撃」だという主張だった。1919年、トレンチャードは、植民地の法と秩序は在来の守備隊よりも機動力の優れた空軍によるほうが安上がりで効果的に維持できるという旨を述べて、植民地での使用の経済的効果にも注目した。
1920年イラクがイギリスに委任統治されることが伝わるとイラクで反乱が発生、その鎮圧が始まった。1921年3月植民相チャーチルのもとカイロ会議が開かれる。その席上、トレンチャードはRAFがイラクでの軍事作戦を統括すること、作戦軍の主力を空軍とすることを正式に提案した。反乱に対しRAFが4個飛行中隊を派遣して鎮圧に貢献したこともあるが、トレンチャードの提案が歓迎されたのはそれ以上に、「空からの統治」が安上がりで済むと信じられたためであった。提案は採用され、1922年10月1日イラクにおける軍権は正式にRAFに渡って陸軍は撤退して、RAFに属する8個航空部隊と4個装甲車連隊が守備軍となった。後にトレンチャードはケニア、ウガンダなどアフリカ植民地でもRAFが防衛の責任を持つことを提案した。こうして、「空からの統治」は東アフリカからインド、ビルマに至るまで、イギリスの植民地支配の恒常的な手段となった。納税拒否のような非協力的な行為にも空軍が出動して懲罰作戦を行った。
1927年史上初のイギリス空軍元帥となる。また、RAF慈善基金の創設者となる。1929年に空軍を退役した。

### 空軍退役後
トレンチャードは空軍退役後、1930年にはトレンチャード男爵に叙されている。さらに翌年には、時の首相ラムゼイ・マクドナルドの依頼を受けて士気の低下が取り沙汰されたロンドン警視庁の長官職を引き受けている。彼は警察訓練大学・法医学研究所の設立や採用方法の適正化などの組織改革を遂行したが、上意下達による独善的なリーダーシップは職員を困惑させたという。1936年には警視庁長官時代の功績から、トレンチャード子爵に昇叙した。
1956年2月10日死去。晩年の3年間は全盲となり耳も聞こえにくくなったが、精神的には終始快活であった。ウェストミンスター寺院のレディチャペル東端の王立空軍礼拝堂に埋葬されている。

## 家族
1920年6月17日にカザリン・ボイル（Katherine Boyle、1880年 - 1914年、J.ボイル陸軍大尉の未亡人）と結婚して、二子をもうけた。
- （長男）ヒュー（1921年6月6日 - 1943年3月埋葬）
- （次男）トマス（英語版）（1923年12月15日 - 1987年4月29日）- 第2代トレンチャード子爵。

## 栄典

### 爵位・準男爵位
- 初代(ウォルフトンの)準男爵（連合王国準男爵）（1919年[21]）
- 初代トレンチャード男爵（連合王国貴族）（1930年[22]）
- 初代トレンチャード子爵（連合王国貴族）（1936年[23]）

### 勲章
- バス勲章（GCB）[21]
- メリット勲章（OM）[21]
- ロイヤル・ヴィクトリア勲章（GCVO）[21]
- 殊功勲章（DSO）[21]